# Thalwil
Thalwil is een gemeente en plaats in het Zwitserse kanton Zürich, en maakt deel uit van het district Horgen.
Thalwil telt 16.215 inwoners.